# Passione critica
Passione critica è un documentario del 2023, realizzato da Simone Isola, Franco Montini e Patrizia Pistagnesi, che ripercorre la storia dei primi cinquant'anni del SNCCI. 
È stato presentato, come evento speciale, alla 38ª edizione della Settimana internazionale della Critica.

## Trama
Il documentario unisce materiali di repertorio a interviste a critici e a registi di oggi e di ieri, condensando oltre 50 anni di storia del SNCCI fin dal lontano 1971, anno della sua fondazione.
Nel documentario, che si apre con un'ironica affermazione di Carmelo Bene sulla professione del critico, intervengono tra gli altri i critici cinematografici Bruno Torri, Adriano Aprà, Piero Spila, Laura Delli Colli, Piera Detassis, Paolo Mereghetti, Fabio Ferzetti, Pedro Armocida, Alberto Barbera, Giona Nazzaro e Raffaele Meale.
Tra i registi che rilasciano una loro opinione sulla critica cinematografica, ci sono Marco Bellocchio, Liliana Cavani, Daniele Vicari, Wilma Labate, Paolo Virzì e Gabriele Muccino.